# クロスゲームズ
株式会社クロスゲームズは、オンラインゲームやゲーミフィケーションの企画・開発・運営を手掛ける日本の会社。

## 主事業
- オンラインゲームの企画・開発・運用
- ゲーミフィケーション
- デバッグサービス
- カスタマーサポート
- アセット制作

## 主な開発タイトル
- おそ松さん ダメ松.コレクション～6つ子の絆～ (配信 DMM.com)
- ハイキュー!!ドンピシャマッチ!! (配信 バンダイナムコエンターテインメント)
- 戦国対戦S (配信 セガネットワークス)
- クロノ・マキア (配信 アクセルマーク)
- 競馬クロニクル (配信 フジテレビジョン、DeNA)
- 出世バトラー島耕作 (配信 講談社、DeNA)